# فالینتولول
فالینتولول (انگلیسی: Falintolol) یک آنتاگونیست گیرنده بتا آدرنرژیک است.